# Germagnano
 Germagnano  (piemonti nyelven  Germagnan ) egy olasz község  Piemont régióban, Torino megyében.

## Elhelyezkedése
A Lanzo-völgyek egyik települése.

Germagnano a község Torino megye térképén

A vele határos települések: Cafasse, Fiano, Lanzo Torinese, Pessinetto, Traves, Vallo Torinese és Viù.
.